# Dasyatis acutirostra
Dasyatis acutirostra е вид хрущялна риба от семейство Dasyatidae. Видът е почти застрашен от изчезване.

## Разпространение
Разпространен е в Китай и Япония.